# Derek Theler
Derek Theler (ur. 29 października 1986 w Fort Collins) – amerykański aktor i model, scenarzysta i producent filmowy i telewizyjny.

## Życiorys
Urodził się w Fort Collins w Kolorado. Kiedy miał trzy lata zdiagnozowano u niego cukrzycę typu 1. W 2008 ukończył Colorado State University w Fort Collins.
Gościł w jednym z odcinków reality show MTV Wzgórza Hollywood (2007) - pt. „Nowy rok, nowi przyjaciele”. Wkrótce po przeprowadzce do Los Angeles, pracował jako model. Wziął udział w reklamie Coca-Coli Zero Sugar (2009), a także w kampanii reklamowej State Farm, Nike, Kayak.com, Arby's i Verizon. 
W sitcomie ABC Family Dzidzitata (2012–2017) wystąpił w roli Danny Wheelera, dziarskiego, kochającego i głupiego brata tytułowego bohatera Bena (Jean-Luc Bilodeau) i profesjonalnego hokeisty.
Spotykał się z Meredith Giangrande (2010), Chelseą Kane (2013-14) i 
Christiną Ochoą (2014).
Derek jest wysokim mężczyzną. Ma 6'6.5 ft (199 cm).
W wywiadzie przyznaje, że w CV ma 6'4 ft, aby producenci i reżyserzy nie skreślili go na początku. W rzeczywistości ma 6'6.5 ft – a w zasadzie prawie 6'7 ft.

## Wybrana filmografia

### Filmy fabularne
- 2009: G Love (film krótkometrażowy) jako Cliff
- 2010: Intruzja (Intrusion, film krótkometrażowy) jako Mike Myers
- 2010: Walentynki (Valentine's Day) jako masażysta
- 2010: Idol z piekła rodem (Get Him to the Greek) jako gość standardowy
- 2011: Katherine Heigl Hates Balls (film krótkometrażowy) jako model
- 2011: Camp Virginovich jako Derek Moore
- 2015: Rekin zabójca  (Shark Killer) jako Chase Walker
- 2015: Heaven Sent jako Chase Walker
- 2023: Nieznośna dziewiątka jako Bruno[9]

### Seriale TV
- 2007: Wzgórza Hollywood (The Hills) jako Derek Theler
- 2009: Cougar Town: Miasto kocic (Cougar Town) jako plażowy chłopak
- 2009: Pępek świata (The Middle) jako muzyk
- 2009-2010: The Tonight Show with Conan O'Brien jako Bike Cop/ Loki
- 2011: Conan (talk show) jako Thor
- 2011: 90210 jako Shawn
- 2012: Project S.E.R.A. jako Riggins
- 2012-2017: Dzidzitata (Baby Daddy) jako Danny Wheeler